# العلاقات المجرية العراقية

## تاريخ العلاقات

### العلاقات بين العراق والمجر
بدأت العلاقات الدبلوماسية بين العراق والمجر في منتصف القرن العشرين، حيث شهدت فترة الحرب الباردة تعاونًا محدودًا، لا سيما أن المجر كانت جزءًا من الكتلة الشرقية بقيادة الاتحاد السوفيتي، بينما كان العراق جزءًا من العالم العربي الذي حافظ على علاقات متنوعة بين الغرب والشرق.
في سبعينيات وثمانينيات القرن العشرين، شهدت العلاقات تطورًا ملحوظًا في مجالات التعليم والاقتصاد، حيث أرسلت الحكومة العراقية العديد من الطلاب إلى الجامعات المجرية في إطار برامج التبادل التعليمي. كما كانت هناك صفقات تجارية شملت المعدات الهندسية والتعاون في مجالات الطاقة والزراعة.بعد عام 1991، ومع فرض العقوبات الاقتصادية على العراق عقب حرب الخليج الثانية، تراجعت العلاقات الاقتصادية بين البلدين، لكنها لم تنقطع بشكل كامل. وفي عام 2003، بعد الغزو الأمريكي للعراق، أصبحت العلاقات أكثر تباينًا، حيث شاركت المجر 300 جندي مع قوات التحالف الدولي  لفترة محدودة، لكنها لاحقًا ركزت على الدعم الإنساني والتعاون الثقافي.

#### العلاقات الدبلوماسية
لدى العراق سفارة في بودابست، بينما تمتلك المجر سفارة في بغداد، مما يعكس الرغبة في الحفاظ على مستوى دبلوماسي ثابت بين البلدين. وقد شهدت السنوات الأخيرة تبادل زيارات رسمية بين المسؤولين من كلا الجانبين لمناقشة التعاون في مجالات متعددة.

### العلاقات بين إقليم كردستان العراق والمجر
هي علاقات ثنائية بين الطرفين. تم تمثيل المجر في إقليم كردستان من خلال قنصلية عامة منذ نوفمبر 2014 في أربيل، في حين أن إقليم كردستان ليس له تمثيل في المجر (هنغاريا) حتى الآن. ولكن ومع ذلك، تتميز العلاقات بالعديد من المحادثات رفيعة المستوى والعلاقات الوثيقة. زار الرئيس الكردي مسعود بارزاني المجر في عام 2012 وفي عام 2015 في زيارات رسمية.
في عام 2015، تحدث رئيس الوزراء المجري فيكتور أوربان عن دعم استقلال إقليم كردستان عن العراق مما أثار القلق في المجلس الأعلى الإسلامي العراقي حينها.
عندما حكم عبد الكريم قاسم العراق من 1958 إلى 1963، بدأت الجمهورية الشعبية المجرية الشيوعية في مساعدة العراقيين والأقلية الكردية في المسائل التعليمية، وسمح للطلاب الكرد بالدراسة في بودابست. بعد استيلاء البعثيين في عام 1963، تم تكثيف الحرب العراقية - الكردية الأولى من قبل الحزب الديمقراطي الكردستاني بزعامة مصطفى بارزاني وتم إرسال العديد من المقاتلين الكرد للعلاج إلى هنغاريا «المجر». استمرت هذه المساعدة في ظل الحرب العراقية - الكردية الثانية من عام 1974 إلى عام 1975. وفي نفس العقد، تم تأسيس الاتحاد الوطني الكردستاني بزعامة طالباني وله علاقات دبلوماسية وثيقة مع الحزب الاشتراكي المجري، وكلاهما عضو في الاشتراكية الدولية. أثناء الحرب بين إيران والعراق، قام السفراء المجريون في بغداد من حين لآخر بإبلاغ بودابست عن الوضع المتعلق بالمقاتلين الكرد «البيشمركة» ضد صدام حسين.

#### تعزيز العلاقات بين اقليم كردستان والمجر «هنغاريا»
على الرغم من أن الحكم الذاتي لإقليم كردستان قد تم تأسيسه عام 1992، إلا أن العلاقات بين إقليم كردستان والمجر لم يتم تعزيزها قبل حكومة فيكتور أوربان في عام 2012. وفي تلك السنة، زار الرئيس الكردي مسعود بارزاني مع وفد رسمي المجر لأول مرة، حيث التقى رئيس الوزراء فيكتور أوربان، والرئيس لاسلو كوفير، ووزير الخارجية يانوس مارتيوني، ووزير الاقتصاد جيورجي ماتولسكي، ونائب رئيس البرلمان استفان جاكاب لمناقشة سبل تطوير التعاون في مختلف القطاعات، بما في ذلك الاستثمار والزراعة والتعليم والطاقة. في العام التالي، زار وزير الخارجية الكردي فلاح مصطفى المجر للقاء وزير الدولة بوزارة الخارجية زولت نيميث لمناقشة العلاقات السياسية والاقتصادية والثقافية والتعليمية. زار نائب سكرتير الدولة المجري للشؤون العالمية بيرتر وينترمانتل أربيل في أبريل 2014، في حين تم توقيع مذكرة تفاهم بين الطرفين في نوفمبر 2014.
في هذه الفترة، فتحت شركة «مول جروب» متعددة الجنسيات للنفط والغاز مكتبًا لها في العاصمة الكردية أربيل ومنذ ذلك الحين طورت حقل نفط كبير وتم شراء النفط من الإقليم. في عام 2016، توصلت مجموعة «مول جروب» إلى اتفاق مع إقليم كردستان للتخلي عن حصتها في كتلة «اكري بيجييل».
في يناير 2017، قدمت إقليم كردستان المنح الدراسية للطلاب المجريين.

#### المعونات العسكرية
بعد دخول تنظيم الدولة الإسلامية إلى العراق واستولت على الموصل خلال هجوم شمال العراق، ساعدت الدول الغربية بما فيها المجر البيشمركة عسكريا. في أغسطس 2014، أرسلت المجر أكثر من 50 طنا من الذخيرة إلى البيشمركة، (في مقال نشر في قناة روداو في مايو 2016، ذكر أن المجر قد أرسلت ما يزيد عن 275 طنًا من الذخيرة في المجموع)، تم إرسال 116 جنديًا مجريًا إلى كردستان لتدريب البيشمركة في سبتمبر 2015. في كانون الأول / ديسمبر 2015، قام وزير الشؤون الخارجية والتجارة بيرتر سيزيجارتو بزيارة كردستان وتعهد بتقديم مساعدات إنسانية بقيمة 300 مليون دولار أمريكي، في حين زار الجنود المجريين المتمركزين هناك. زار وزير الدفاع المجري استفان سيميكسكو إقليم كردستان في مايو 2016 لمناقشة الحرب ضد تنظيم الدولة الإسلامية والعلاقات بين هنغاريا وكردستان. خلال رحلته، أعلن أنه سيتم إرسال 110 أنواع من الأسلحة المتطورة إلى كردستان. كما اتخذت المجر العشرات من البيشمركة للعلاج الطبي.